# Забуга, Владимир Фёдорович
Вла́димир Фёдорович Забу́га (род. 1 июня 1950, д. Овцевод, Новосёловский район, Красноярский край, СССР) — советский и российский учёный-экономист. Кандидат экономических наук. Ректор Сибирского института бизнеса, управления и психологии.

## Биография
Родился 1 июня 1950 года в деревне Овцевод, Новосёловского района Красноярского края.
В 1967 году окончил Новосёловскую среднюю школу.
В 1972 году окончил Сибирский технологический институт по специальности «инженер-механик». 
По распределению был направлен в Соликамск, где три года работал в качестве механика цеха на одном из крупнейших в СССР целлюлозно-бумажных комбинатов. 
После возвращении в Красноярск стал преподавать в Сибирском технологическом институте. 
В 1980 году окончил экономический факультет Сибирского технологического института. 
Преподавал в завод-втузе Красноярского политехнического института, где прошёл за десять лет путь от старшего преподавателя до проректора. 
В 1984 закончил заочную аспирантуру Ленинградского инженерно-экономического института и там же защитил диссертацию на соискание учёной степени кандидата экономических наук по теме «Социально-экономическая оценка механизации труда в промышленности (на примере предприятий химического комплекса г. Красноярска)» (специальность 08.00.05 — экономика и управление народным хозяйством).
С 1993—1994 годах был директором Сибирского филиала Российской академии предпринимательства. 
С 1994 года по настоящее время — ректор Сибирского института бизнеса, управления и психологии. 
Член-корреспондент Российской инженерной академии, почётный член Международной академии психологических наук и Международной академии управления, член Европейского клуба ректоров, Российского союза ректоров, Совета ректоров вузов Красноярского края.

## Награды
- Почётный работник высшего профессионального образования Российской Федерации (2005).